# Ставридис, Джеймс
Джеймс Джордж «Джим» Ставри́дис (англ. James George «Jim» Stavridis; род. 15 февраля 1955, Уэст-Палм-Бич, Флорида, США) — американский военный деятель, отставной адмирал военно-морских сил США, бывший главнокомандующий Южным командованием США (2006—2009), командующий Европейским командованием Вооружённых Сил США и Верховный главнокомандующий Объединёнными вооружёнными силами НАТО в Европе (2009—2013). Первый морской офицер, занимавший данные должности.
В 2013 году, после почти сорокалетней службы в военно-морском флоте, ушёл в отставку. Весной этого же года стал деканом Школы права и дипломатии имени Флетчера при Университете Тафтса (Массачусетс). Занимал эту должность до 2018 года. Также является председателем Совета директоров Военно-морского института США (USNI), старшим научным сотрудником лаборатории прикладной физики при Университете Джонса Хопкинса и ассоциированным членом Женевского центра политики безопасности (Швейцария).
Ставридис считался одним из вероятных кандидатов в вице-президенты США от Демократической партии на президентских выборах 2016 года.
В начале декабря 2016 года Ставридис значился в списке кандидатов на пост Государственного секретаря США в правительстве избранного президента Дональда Трампа.
Лауреат Почётной медали острова Эллис (2017).

## Биография

### Молодые годы, образование и семья

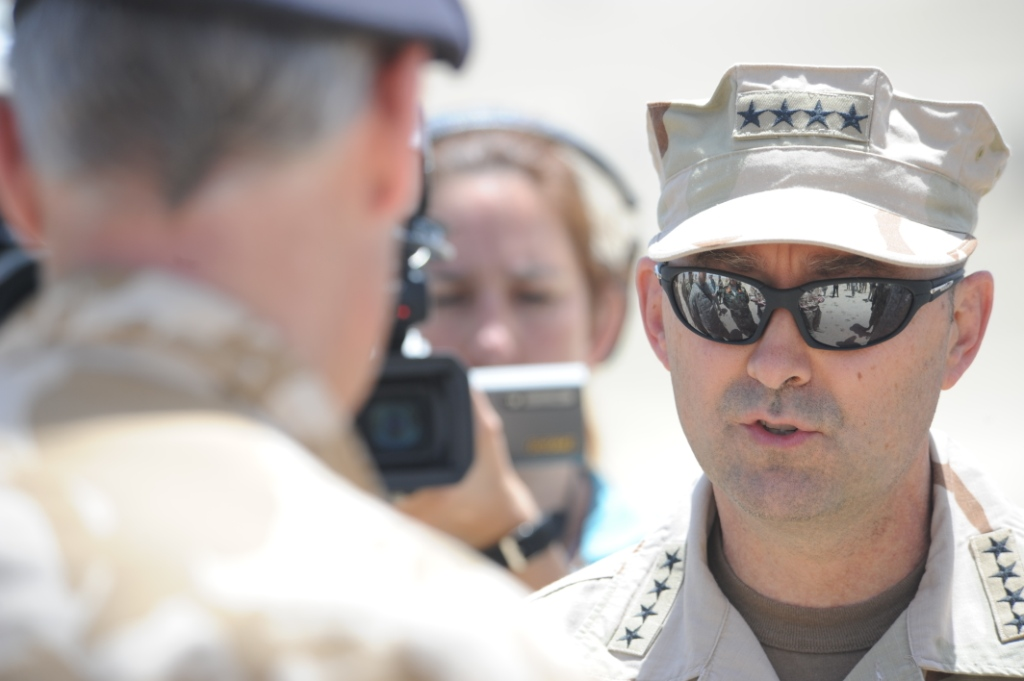
В Кабульском центре военной подготовки (май 2010 года)

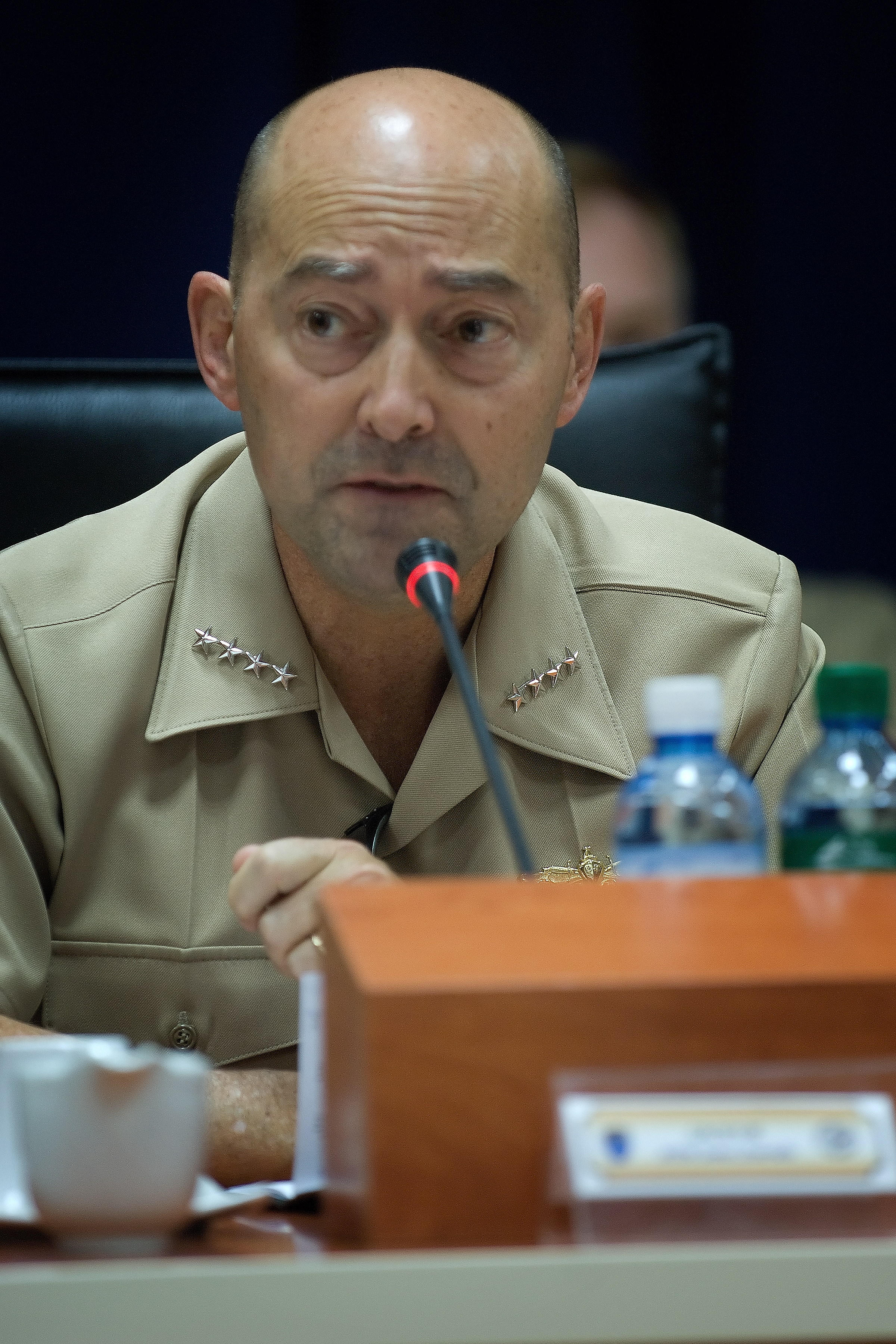
Во время первого визита в Косово (2009)

Джеймс Джордж Ставридис родился 15 февраля 1955 года в городе Уэст-Палм-Бич (Флорида, США) в семье грека П. Джорджа Зафириса Ставридиса и немки Ширли Энн Шейффер. Родители его отца иммигрировали в США из Западной Анатолии (сегодня территория Турции) в ходе геноцида греков в 1913—1923 гг., а семья матери происходит из пенсильванских немцев.

В своей книге «Капитан эсминца: уроки первого командования» (англ. Destroyer Captain: Lessons of a First Command) (2008) Ставридис пишет:
В начале 1920-х годов, мой дед, невысокий коренастый грек, школьный учитель по имени Димитриос Ставридис, был изгнан из Турции в рамках «этнической чистки» (читать: погром), направленной против греков, проживавших на территории распадающейся Османской империи. Он едва смог избежать смерти на маленькой лодке, пересёкшей Эгейское море по направлению в Афины, а оттуда — на остров Эллис. Его брат не был так удачлив и был убит турками в ходе насилия в отношении греческого меньшинства.
Одно из военных учений НАТО у берегов современной Турции стало «самой невероятной исторической иронией, которую [он] мог себе представить», и оно побудило Ставридиса написать о своём дедушке:
Его внук, едва знающий несколько слов греческого языка, возвращается, командуя дорогостоящим эскадренным миноносцем, к тому самому городу — Смирна, теперь называемый Измир — из которого он отплыл на судне с беженцами много лет тому назад.
В 1976 году с отличием окончил Военно-морскую академию США, получив степень бакалавра естественных наук (B.Sc.).
В 1983 году получил степень магистра гуманитарных наук (M.A.) в области права и дипломатии в Школе Флетчера при Университете Тафтса, как талантливый студент став обладателем Премии Галлиона.
В 1984 году там же получил степень доктора философии (Ph.D.) в области международных отношений.
В 1992 году с отличием окончил Национальный военный колледж при Университете национальной обороны США (Вашингтон, округ Колумбия).
В октябре 2014 года была опубликована книга Ставридиса «Случайный адмирал: моряк принимает командование в НАТО» (англ. The Accidental Admiral: A Sailor Takes Command at NATO), в которой автор рассказывает о своей службе на флоте.

### Военная служба
Является кадровым офицером по боевым действиям надводных сил. Служил на авианосцах, крейсерах и эсминцах.
После безупречной службы в качестве оперативного офицера на борту введённого в эксплуатацию нового ракетного крейсера Valley Forge (CG-50), с 1993 по 1995 гг. Ставридис командовал эсминцем USS Barry (DDG-52), обеспечив его развёртывание у берегов Гаити, Боснии и Герцеговины, а также в Персидском заливе. В 1994 году «Barry» под командованием Ставридиса получил свой первый Кубок Баттенберга как лучший корабль Атлантического флота США.
В 1998 году командовал 21-й эскадрой эсминцев, развернув её в Персидском заливе, за что получил Награду Джона Пола Джонса за вдохновляющее руководство от Военно-морской лиги США.
В 2002—2004 гг. л Ставридис был командующим офицером первого в мире атомного авианосца USS Enterprise (CVN-65), входившего в состав авианосной ударной группы ВМС США «Энтерпрайз», проведя боевые действия в Персидском заливе в поддержку операций «Иракская свобода» и «Несокрушимая свобода».
19 октября 2006 года Ставридис стал первым морским офицером, занявшим должность главнокомандующего Южным командованием США.
В 2009—2013 гг. занимал пост Верховного главнокомандующего ОВС НАТО в Европе, после чего вышел в отставку.

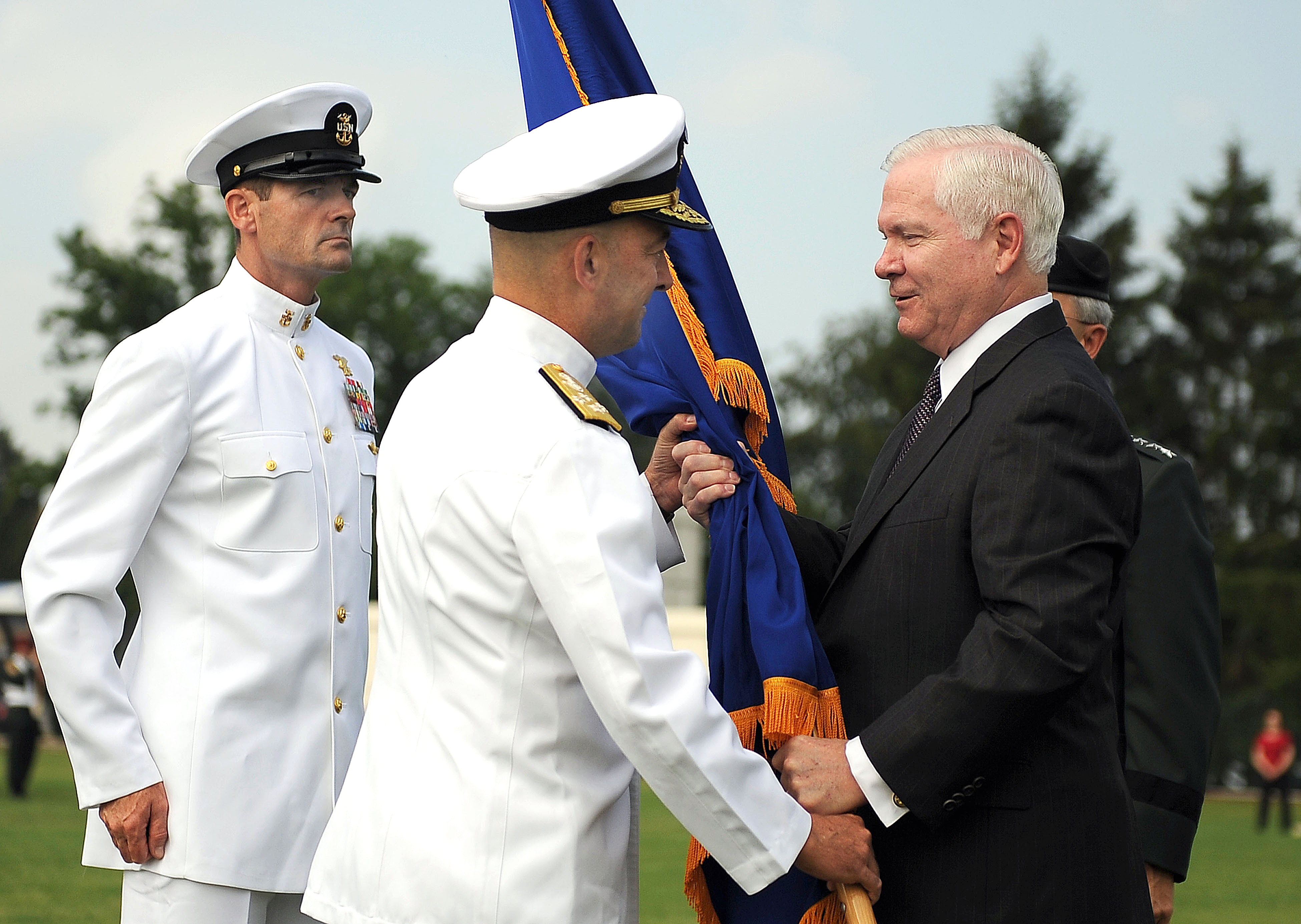
Министр обороны США Роберт Гейтс передаёт флаг Европейского командования ВС США адмиралу Джеймсу Дж. Ставридису (30 июня 2009 года)
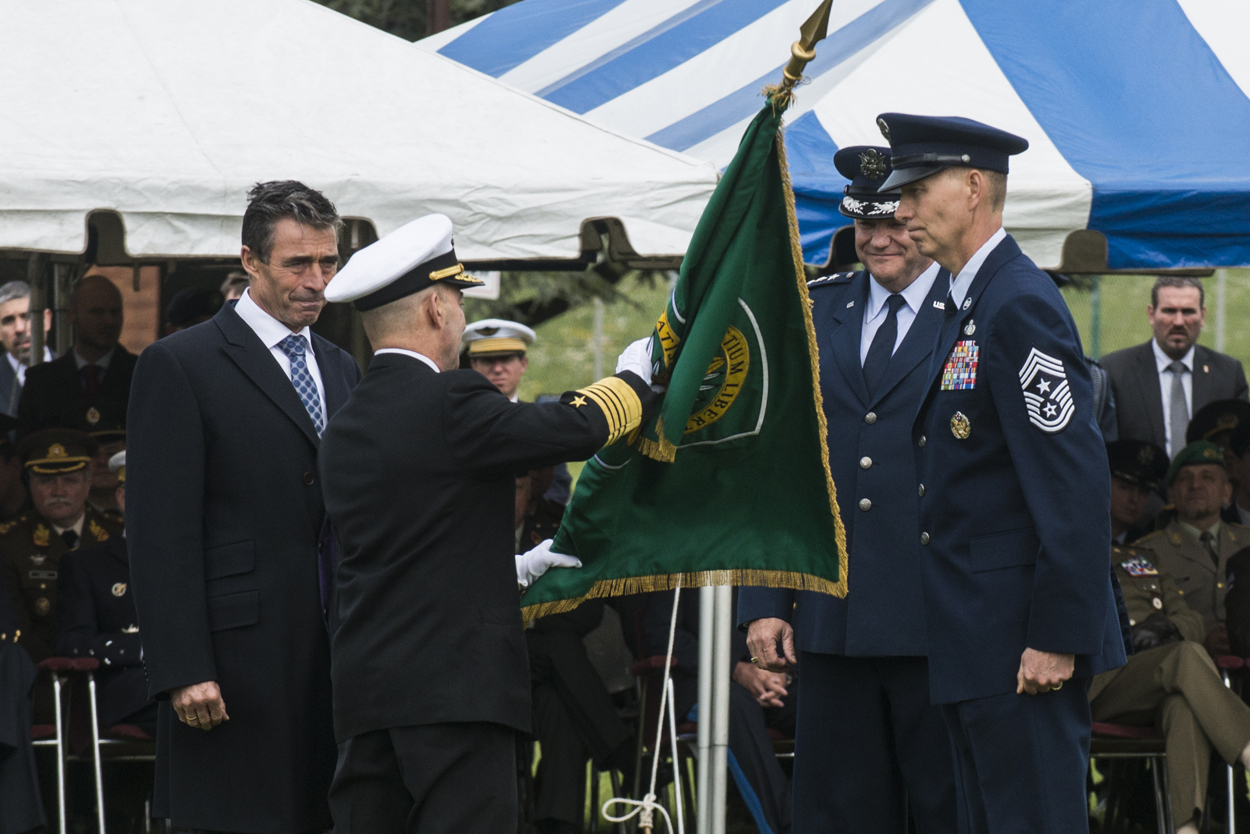
Джеймс Дж. Ставридис передаёт Филипу М. Бридлаву командование Верховным главнокомандованием ОВС НАТО в Европе (13 мая 2013 года)

Уйдя из флота, занимался долгосрочным и стратегическим планированием в администрациях начальника главного штаба ВМС США и председателя объединённого комитета начальников штабов.
В самом начале борьбы с международным терроризмом был избран директором группы ВМС США по планированию операций «Deep Blue».
Позднее являлся исполнительным помощником министра военно-морских сил США и старшим помощником по военным вопросам министра обороны США.

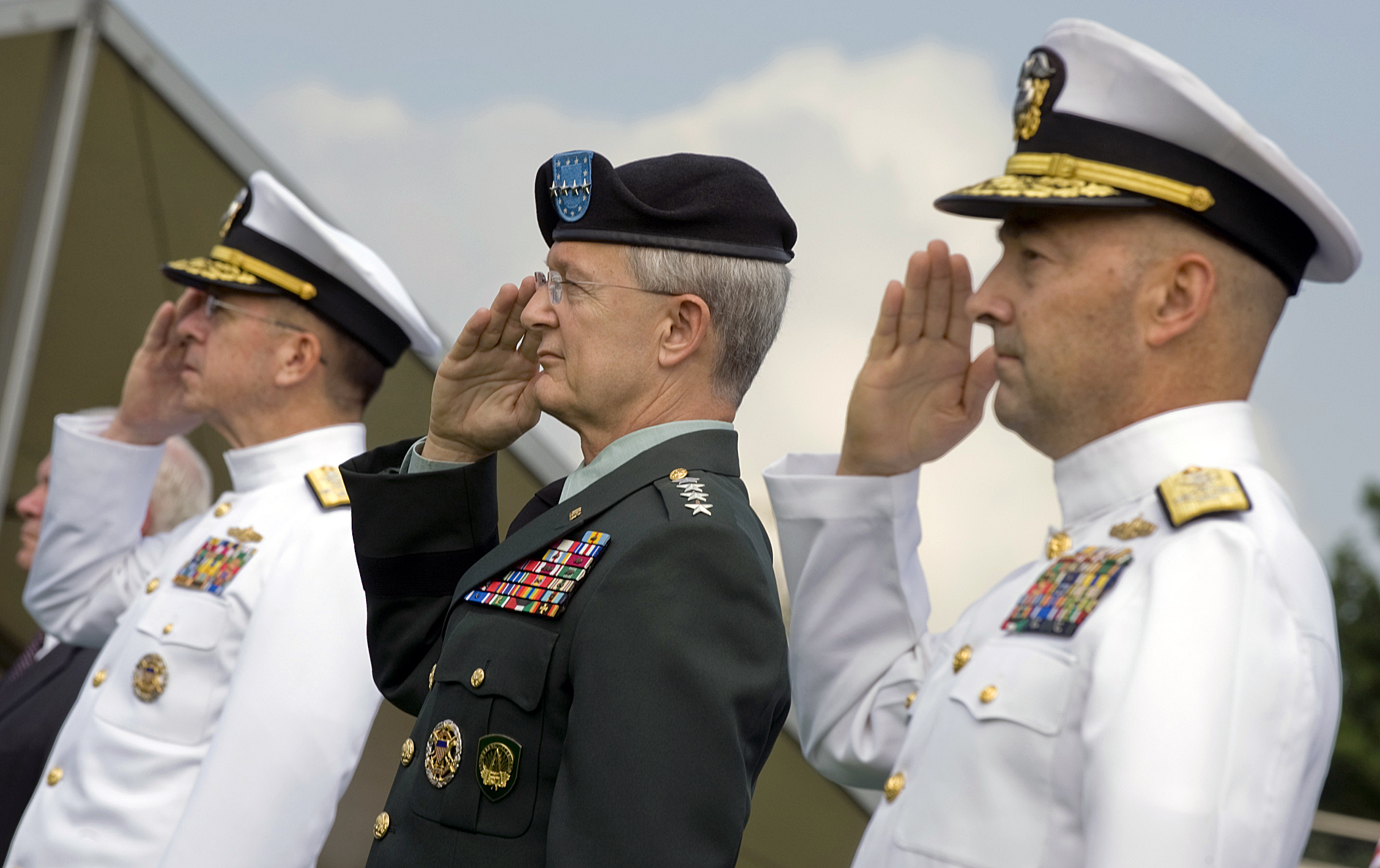
Адмирал ВМС США Майкл Маллен, генерал Армии США Банц Дж. Крэддок и адмирал ВМС США Джеймс Дж. Ставридис в Штутгарте (июнь 2009 года)

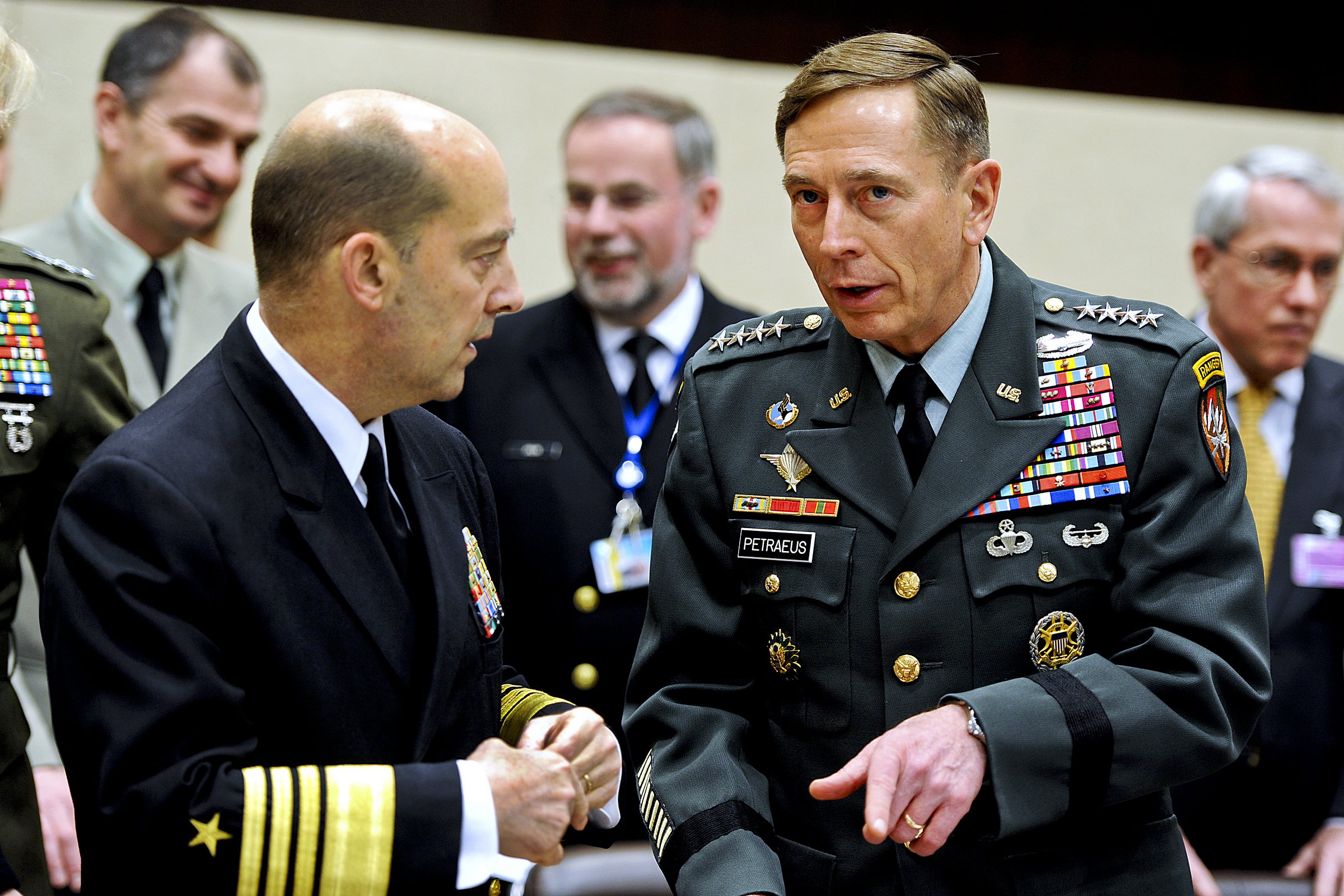
Генерал Армии США Дэвид Петреус (справа) с адмиралом ВМС США Джеймсом Дж. Ставридисом в Брюсселе (2011)

На протяжении долгого времени Ставридис выступает за использование «умной силы», которую он определяет как баланс жёсткой и мягкой сил при их сочетании. В своих многочисленных статьях и публичных выступлениях он ратует за установление безопасности в XXI веке путём возведения мостов, а не стен. Ставридис неоднократно подчёркивал необходимость объединия действующих международных, межведомственных и государственно-частных сил в целях укрепления и обеспечения безопасности, чего можно добиться сплочением всех их с помощью стратегических коммуникаций. Эту идею он сформулировал в своей книге «Партнёрство в интересах Америки: стратегия Западного полушария и Южное командование США» (англ. Partnership for the Americas: Western Hemisphere Strategy and U.S. Southern Command), опубликованной издательством Университета национальной обороны и основаной на его опыте в качестве главнокомандующего Южным командованием США в 2006—2009 гг..

### Декан Школы Флетчера
1 июля 2013 года Ставридис был назначен на должность декана Школы права и дипломатии имени Флетчера при Университете Тафтса. Он часто публикует свои размышления, взгляды и аналитические исследования в многочисленных изданиях, в том числе в журнале «Americas Quarterly» и блоге Военно-морского института США.
Будучи деканом, Ставридис выступил инициатором процесса стратегического планирования, пригласив ряд высокопоставленных публичных ораторов для выступления в Школе, делая акцент на темах, связанных с Арктикой, ролью женщин в международных отношениях, синтетической биологией, кибербезопасностью, а также ролью интернет-СМИ и социальных сетей в публичной дипломатии.
В июне 2018 года стало известно, что Ставридис покинет пост декана Школы Флетчера.

### Публичные выступления

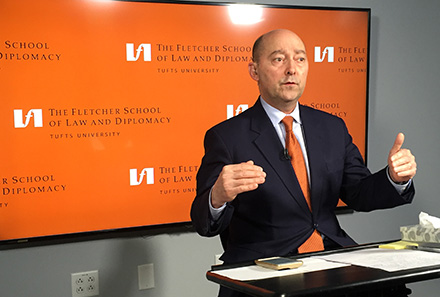
В телевизионной студии Школы Флетчера

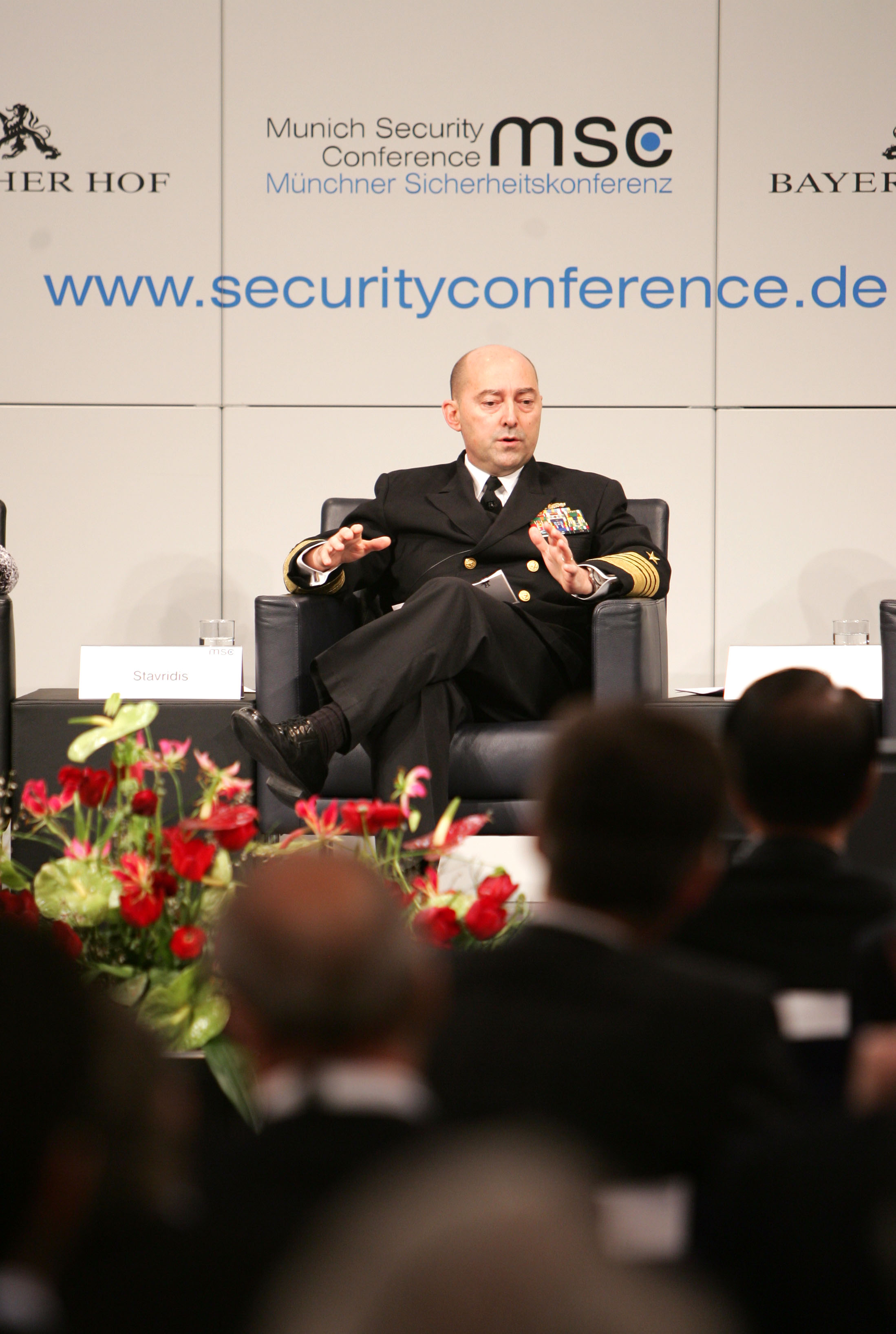
На Мюнхенской конференции по безопасности (февраль 2011 года)

Оставив действительную военную службу, Ставридис стал часто появляться на крупнейших кабельных и широковещательных телесетях, комментируя вопросы, касающиеся национальной безопасности и внешней политики. Он неоднократно выступал на таких телеканалах как CNN, Fox News, BBC и Bloomberg. Его публицистические статьи постоянно печатаются в таких известных новостных изданиях как американский журнал «Foreign Policy» и японский англоязычный деловой журнал «Nikkei Asian Review».
На территории кампуса Школы имеется собственная телевизионная студия, откуда выступления Ставридиса и других членов администрации учебного заведения становятся доступными для международной прессы.
В августе 2016 года телеканал NBC News назвал Ставридиса своим «главным аналитиком по вопросам международной безопасности и дипломатии». В этом же месяце, согласно сообщению в официальной учётной записи Ставридиса в «Твиттере», он завёл ежемесячную колонку на веб-сайте Time.com еженедельного журнала «Time». Первая публикация была посвящена «крупной сделке» с Россией.
Известен своими периодическими публичными речами. Так, в 2013 году он выступал на Всемирном экономическом форуме в Давосе (Швейцария) и Мюнхенской конференции по безопасности (Германия). Кроме того, читает лекции в известных крупных университетах, таких как Гарвардский университет, Йельский университет, Джорджтаунский университет и Техасский университет в Арлингтоне.

### Претендент на политические должности
12 июля 2016 года, в ходе президентской кампании Хиллари Клинтон, газета «The New York Times» и другие СМИ сообщили о том, что кандидатура Ставридиса рассматривается в качестве претендента на пост вице-президента США от Демократической партии. В итоге окончательный выбор Клинтон пал на Тима Кейна, проигравшего выборы республиканцу Майку Пенсу.
4 декабря 2016 года стало известно о том, что избранный президент США Дональд Трамп добавил Ставридиса в список кандидатов на пост Государственного секретаря США, а 8 декабря провёл с ним беседу. 13 декабря стало известно о том, что на эту должность был выдвинут Рекс Тиллерсон.

## Награды

### Награды США
Джеймс Ставридис был отмечен следующими военными наградами ВС США:
| Значок офицера по боевым действиям надводных сил ВМС США |                                                                               |                                                         | |
| Бронзовый пучок дубовых листьев |                                                                               |                                                         | |
| Золотая звезда повторного награждения · Золотая звезда повторного награждения · Золотая звезда повторного награждения · Золотая звезда повторного награждения | Золотая звезда повторного награждения · Золотая звезда повторного награждения |                                                         | Золотая звезда повторного награждения · Золотая звезда повторного награждения · Золотая звезда повторного награждения |
| | Бронзовый пучок дубовых листьев                                               |                                                         | Бронзовая звезда за службу · Бронзовая звезда за службу                                                               |
| |                                                                               | Бронзовая звезда за службу · Бронзовая звезда за службу | Бронзовая звезда за службу · Бронзовая звезда за службу                                                               |
| Бронзовая звезда за службу |                                                                               |                                                         | Бронзовая звезда за службу · Бронзовая звезда за службу                                                               |
| Серебряная звезда за службу · Бронзовая звезда за службу · Бронзовая звезда за службу                                                                         | Бронзовая звезда за службу                                                    |                                                         | |

Сверху вниз, слева направо:
- Первый ряд: Значок офицера по боевым действиям надводных сил ВМС США[англ.];
- Второй ряд: Медаль «За выдающуюся службу в вооружённых силах» с одним бронзовым пучком дубовых листьев, Медаль «За выдающуюся службу», Медаль «За отличную службу»;
- Третий ряд: Орден «Легион почёта» с четырьмя золотыми звёздами награждения, Медаль похвальной службы с двумя золотыми звёздами награждения, Похвальная медаль Объединённого командования, Похвальная медаль Военно-морского флота с тремя золотыми звёздами награждения;
- Четвёртый ряд: Медаль «За достижения» ВМС США[англ.], Единая награда воинской части с одним бронзовым пучком дубовых листьев, Награда за доблесть воинской части ВМФ США, Похвальная благодарность воинской части ВМФ США с двумя бронзовыми звёздами за службу;
- Пятый ряд: Знак отличия с литерой «Е» и венком за боевую эффективность подразделения ВМС США[англ.], Экспедиционная медаль ВМС США[англ.], Медаль «За службу национальной обороне» с двумя бронзовыми звёздами за службу, Медаль экспедиционных вооружённых сил с двумя бронзовыми звёздами за службу;
- Шестой ряд: Медаль за службу в Юго-Западной Азии с одной бронзовой звездой за службу, Экспедиционная медаль «За глобальную войну с терроризмом», Служебная медаль «За глобальную войну с терроризмом», Медаль «За службу в вооружённых силах» с двумя бронзовыми звёздами за службу;
- Седьмой ряд: Лента «За участие в операциях ВМС»[англ.] с одной серебряной и двумя бронзовыми звёздами за службу, Лента ВМС и морской пехоты за службу за границей[англ.] с одной бронзовой звездой за службу, Медаль эксперта ВМС США по стрельбе из винтовки[англ.], Медаль эксперта ВМС США по стрельбе из пистолета[англ.].

### Иностранные награды
|  |  |  |  |
|  |  |  |  |
|  |  |  |  |
|  |  |  |  |
|  |  |  |  |
|  |  |  |  |
|  |  |  |  |
|  |  |  |  |

Сверху вниз, слева направо:
- Первый ряд: Командор Ордена Почётного легиона (Франция), Кавалер Большого креста Ордена Короны (Бельгия), Большой Крест Ордена Феникса (Греция);
- Второй ряд: Похвальная медаль Заслуг и почёта 1-й степени (Греция), Орден Орлиного креста 1-й степени (Эстония)[47], Большой крест на цепи Ордена «За заслуги перед Итальянской Республикой» (Италия), Большой офицерский крест Ордена «За заслуги перед Федеративной Республикой Германия» (Германия);
- Третий ряд: Гранд-офицер Ордена Заслуг Великого Герцогства Люксембургского (Люксембург), Командорский Крест со звездой Ордена Заслуг для военных (Венгрия), Командорский Крест Ордена Заслуг перед Республикой Польша (Польша), Орден князя Трпимира (Хорватия);
- Четвёртый ряд: Командорский Крест Ордена «За заслуги перед Литвой» (Литва)[48], Коронационная Медаль Короля Виллема-Александра (Нидерланды), Орден Морских заслуг (Аргентина), Великий офицер Ордена Морских заслуг (Бразилия);
- Пятый ряд: Крест Победы (Чили), Большой Крест Ордена Морских заслуг адмирала Падильи[англ.] (Колумбия), Большой Крест Ордена Морских заслуг с Белой Лентой (Перу), Символ Чести (Румыния);
- Шестой ряд: Медаль Почётного Признания (Латвия)[49], Большой Крест Медали «За военные заслуги» (Португалия), Орден Вахтанга Горгасали I степени (Грузия)[50], Медаль Благодарности (Албания);
- Седьмой ряд: Медаль за многонациональное сотрудничество 1-й степени (Словения), Крест «За службу национальной обороне» ВМС (Гватемала), Большой Крест[уточнить] (Доминиканская Республика), Медаль НАТО «За похвальную службу»;
- Восьмой ряд: Медаль НАТО «Бывшая Югославия», Медаль Освобождения Кувейта (Саудовская Аравия), Медаль Освобождения Кувейта (Кувейт).

### Другие премии и награды
Ставридис является лауреатом многочисленных премий и наград, включая следующие:
- 2007 — Награда за лидерские качества заслуженного выпускника от Военно-морского колледжа США, ежегодно вручаемая выпускнику данного учебного заведения, «достигшему высоких положений в сфере национальной безопасности»[51].
- 2011 — Награда от Музея моря, воздуха и космоса «Интрепид», «вручаемая национальному или мировому лидеру, проявившему себя в продвижении и защите принципов свободы и демократии»[52].
- 2011 — Премия Давида Сарнова от Ассоциации вооружённых сил по вопросам коммуникаций и электроники (AFCEA), высшая награда организации, вручаемая «с целью признания отдельных лиц, внёсших долгосрочный и значительный вклад в глобальный мир»[53].
- 2011 — Премия Афинагора в области прав человека от Ордена святого апостола Андрея, вручённая от имени Вооружённых Сил США[54].
- 2011 — Премия Альфреда Тайера Мэхэна за литературные достижения от Военно-морской лиги США.
- 2011 — Премия Генри М. Джексона за отличную службу от Еврейского института по вопросам национальной безопасности (JINSA), присуждённая «в знак признания его службы по защите Соединённых Штатов и наших европейских союзников, а также по укреплению сотрудничества в области безопасности с Израилем»[55].
- 2011 — Награда за выдающееся военное руководство от Атлантического совета.
- 2012 — Премия Эйзенхауэра от «Представителей бизнеса за национальную безопасность»[56].
- 2012 — 33-я ежегодная Гомеровская награда от Хиосской федерации[57].
- 2013 — Награда «Прагматик+Идеалист» от Центра Стимсона за работу «по укреплению международной безопасности путём оказания помощи странам развивающегося мира в повышении уровня жизни их граждан».
- 2015 — Премия за прижизненные достижения от Совета «Альфа Омега», вручаемая выдающимся гражданам греко-американского происхождения[58].
- 2015 — Награда за выдающуюся морскую службу от Военно-морского ордена США за «профессиональное руководство и поддержку морским службам Соединённых Штатов Америки»[59].
- 2016 — Награда «За наведение мостов» от Фонда «Олимпийское перемирие» США[60], вручённая на летних Олимпийских играх 2016 в Рио-де-Жанейро (Бразилия)[61].
- 2016 — Премия «Scholar-Statesman»[62][63].
- 2017 — Премия «Dr. Jean Mayer Global Citizenship»[64][65].
- 2017 — Почётная медаль острова Эллис[20].
- 2017 — Премия имени Эндрю Гудпастера[англ.] от Американского центра ветеранов[англ.][66].
- 2018 — Награда за выдающиеся достижения имени архиепископа Иакова от благотворительного фонда «Leadership 100»[67][68] Греческой Православной Архиепископии Америки. Фонд был создан в 1984 году под эгидой архиепископа Иакова, и оказывает поддержку организациям Американской архиепископии в продвижении и развитии греческого православия и эллинизма в США[69].

## Личная жизнь
Женат на Лоре Холл. Она является автором книги «Navy Spouse’s Guide».

## Публикации

### Избранные книги
- 2014 — The Accidental Admiral: A Sailor Takes Command at NATO
- 2010 — Partnership for the Americas: Western Hemisphere Strategy and U.S. Southern Command
- 2010 — Command At Sea (6-е издание)
- 2007 — Destroyer Captain: Lessons of a First Command
- 2006 — Watch Officer’s Guide (12-е издание)
- 2005 — Division Officer’s Guide (11-е издание)